# حقوق الإنسان في باراغواي
يحظر قانون باراغواي نظرياً التمييز على أساس الجنس أو العرق أو اللغة أو الإعاقة أو الوضع الاجتماعي، إلا أن التمييز في باراغواي منتشر على نطاق واسع. تعتبر حرية التعبير والصحافة أمراً مضموناً من الناحية النظرية بموجب قانون باراغواي.
كما تعتبر وسائل الإعلام مستقلة وحرة في انتقاد الحكومة نظرياً، وذلك على الرغم من مقاضاة المسؤولين السياسيين وسائل الإعلام بتهمة التشهير بهدف وضع حد للتحقيقات غير المرغوب فيها. كما يتعرّض الصحفيون «للمضايقة والترهيب والتعنيف بسبب تقاريرهم، وخصوصاً من قبل عصابات تهريب المخدرات والعصابات الإجرامية الموجودة في الأقاليم القريبة من حدود البرازيل». 
لا تقيد الحكومة إمكانية الوصول إلى شبكة الإنترنت ولا تحد من الحرية الأكاديمية، إلا أن حرية التجمع محدودة فلا يسمح بالتظاهر إلا في أوقات وأماكن معينة. يسمح لمواطني باراغواي بالتنقل بحرية في أنحاء البلاد، كما يسمح لهم بالسفر والانتقال إلى خارج البلاد ومن ثم العودة إلى باراغواي. استقبلت البلاد لاجئين سياسيين، وكان معظمهم من كوبا.
تعتبر الانتخابات حرة ونزيهة، وذلك على الرغم من منع الأحزاب غير المسجلة والمرشحين المستقلين من المشاركة في الانتخابات الوطنية والإقليمية.

## حقوق المرأة
يعتبر كل من الاغتصاب والعنف المنزلي مشكلتين أساسيتين في باراغواي. تصل عقوبة الاغتصاب إلى الحكم بعشر سنوات، لكن الشرطة غالباً ما تتردد في قيامها بالاعتقالات. لا يعتبر العنف المنزلي أمراً إجرامياً إلا إن كان مكرراً، كما تسحب العديد من تهم العنف المنزلي بسبب الضغوط الأسرية. تتمتع المرأة نظرياً بحقوق مساوية لحقوق الرجال، إلا أن التمييز الجنسي أمر شائع وتقليدي خصوصاً في التوظيف والأجور.
يشترط القانون في باراغواي على أن تكون نسبة النساء من مرشحي كل حزب 20% في الانتخابات التمهيدية له، كما توجد العديد من النساء اللواتي يعملن ضمن جميع مستويات العمل الحكومي.
دعت اللجنة المعنية بمكافحة التمييز ضد المرأة في عام 2011 البلاد إلى إجراء «حملات للتوعية والتثقيف العام بهدف إحداث تغييرات في العقليات التقليدية التمييزية فيما يتعلق بأدوار كل من الجنسين في الأسرة والمجتمع ككل». كما اقترحت اللجنة اعتماد وسائل الإعلام ووكالات الإعلان «مدونة قواعد السلوك» كي يتجنبوا القوالب النمطية القائمة على الجنس وليمنعوا التمييز بين الجنسين. إضافة إلى ذلك، دعت اللجنة إلى مقاضاة صارمة لمرتكبي جرائم العنف ضد المرأة وإلى تكثيف الجهود في سبيل تعزيز الوعي بهذه الأنشطة في جميع أنحاء باراغواي. كما حثّت اللجنة البلاد على تحديد حصص تضمن زيادة مشاركة المرأة في السياسة والدبلوماسية.
دعت لجنة حقوق الإنسان التابعة للأمم المتحدة البلاد في عام 2006 إلى «ضمان تنفيذ التشريعات التي تحمي من التمييز بين الجنسين، وإلى تمويل المؤسسات التي أنشئت لهذا الغرض بشكل فعّال». كما طلبت اللجنة من البلاد «ضمان توفير ظروف عمل متساوية للرجال والنساء، وأن تزيد من مشاركة المرأة في جميع مجالات الحياة العامة والخاصة». إضافة إلى ذلك، طلبت اللجنة من البلاد فيما يخص «قوانين الإجهاض التقييدية» أن «تتخذ إجراءات فعالة للحد من وفيات الرضع والأمهات عن طريق بعض الأمور، ومن بينها تعديل تشريعاتها بشأن الإجهاض وضمان توفر وسائل منع الحمل لعامة الناس وخصوصاً في المناطق الريفية».

## حقوق المهاجرين
طلبت لجنة حماية حقوق جميع العمال المهاجرين وأفراد أسرهم في عام 2012 من البلاد أن «تعزز بنيتها المؤسسية كي تستطيع التعامل مع القضايا المرتبطة بالهجرة» وأن «تحدث آلية تنسيق لتحسين الخدمات المقدمة للعمال المهاجرين وعائلاتهم خلال العمل، ولضمان امتثالها واتساقها في الوقت نفسه مع المعاهدات الإقليمية والدولية التي غدت باراغواي طرفاً فيها». كما حثّت اللجنة البلاد على اتخاذ خطوات أكثر جدية بهدف مكافحة الإتجار بالبشر.

## حقوق الشعوب الأصلية
تعتبر باراغواي أحد الدول الموقعة على اتفاقية 169 المعنية بالسكان الأصليين والقبليين في منظمة العمل الدولية (ILO)، كما أنها موقعة على إعلان الأمم المتحدة الخاص بحقوق الشعوب الأصلية (UNDRIP). يفترض أن تحمي المؤسسة الوطنية للسكان الأصليين (INDI) حقوق السكان الأصليين، وذلك بالتعاون مع وزارة الشؤون العامة ومكتب أمين المظالم. وعلى الرغم من ذلك، ينتشر التمييز ضد السكان الأصليين بشكل كبير، فغالباً ما تُنتهك حقوقهم وخصوصاً حقوق الملكية الخاصة بهم. يسمح للسكان الأصليين بالعمل ضمن الحكومة، إلا أنه لا يعمل أي منهم في منصب حكومي رفيع المستوى.
ذكرت منظمة العفو الدولية في تقريرها لعام 2012 أن هناك «اعترافًا دوليًا واسع النطاق بمعاناة الشعوب الأصلية في باراغواي وبالانتهاكات الخطيرة والمنهجية لحقوقهم». كما أعرب كل من اللجنة المعنية بالحقوق الاقتصادية والاجتماعية والثقافية (CESCR) ومنتدى الأمم المتحدة الدائم المعني بقضايا الشعوب الأصلية ومنظمة العفو الدولية ومقرِّر الأمم المتحدة الخاص المعني بالشعوب الأصلية ولجنة ومحكمة البلدان الأمريكية عن قلقهم بما يتعلق بحقوق السكان الأصليين بالأرض في باراغواي.
دعت لجنة الأمم المتحدة للقضاء على التمييز العنصري في باراغواي في عام 2012 إلى حماية حقوق السكان الأصليين وخصوصاً حقهم بالأراضي. صرحت منظمة العفو الدولية في عام 2012 بأنه «سيكون للموافقة على التشريعات المناهضة للتمييز وتنفيذها دور هام في تعزيز حقوق الشعوب الأصلية وفي تحقيق إجراءات حقيقية لدعمها».

## حقوق الأطفال
تعطي الباراغواي الجنسية للأطفال الذين ولدوا على أراضيها أو لمواطنيها الذين يعيشون مؤقتاً خارج البلاد أو للموظفين الحكوميين الذين يعملون خارج البلاد. صرّح تقرير اللجنة المعنية بحقوق الطفل التابعة للأمم المتحدة في عام 2012 بأنه يوجد العديد من الأطفال غير المسجلين في باراغواي.
تنتشر إساءة معاملة الأطفال وإهمالهم في باراغواي جنباً إلى جنب مع عمالة الأطفال. أعلنت وزارة العمل الأمريكية في قائمتها بالسلع التي تنتج عن طريق عمالة الأطفال والعمالة القسرية عن إنتاج خمس سلع في ظل هذه الظروف في باراغواي. تشمل هذه السلع الخمس إنتاج الطوب واستخراج الحجارة وإنتاج القطن وقصب السكر إضافة إلى صناعة المواد الإباحية. تسعى كل من اللجنة الوطنية لمنع استغلال الأطفال والقضاء عليه وأمانة الأطفال والمراهقين (SNNA) وخدمة العناية المتكاملة بالمراهقين إلى حماية الأطفال والمراهقين من سوء المعاملة، حيث يوجد بيوت وملاجئ ودور للأطفال والأيتام في جميع أنحاء البلاد.

## حقوق ذوي الإعاقة
يعتبر التمييز ضد ذوي الإعاقة أمراً غير قانوني نظرياً في باراغواي، إلا أن هذا النوع من التمييز ينتشر بكثرة في البلاد، فلا يوجد أي قانون يشترط تجهيز المباني ووسائل النقل لتسهيل استخدام الكرسي المتحرك. ولهذا السبب، لا يستطيع معظم الأطفال ذوي الإعاقة الالتحاق بالمدرسة. كما يشترط قانون البلاد أن يشغل ذوي الإعاقة 5% من الوظائف الحكومية، إلا أنهم لا يشغلون حقاً سوى أقل من 1% من هذه الوظائف.

## حقوق مجتمع الميم
يعتبر التمييز ضد المثليين أمراً غير قانوني نظرياً، إلا أنه منتشر في البلاد فغالباً ما يتجاهل المسؤولون الحكوميون الممارسة الفعلية للقانون. يعمل أفراد مجتمع الميم بحرية، كما تمنحهم الحكومة تصريحات لمسيرات الاستعراض الفخري وتوفر لهم الأمن. وعلى الرغم من دعم الدولة أمنياً لهذه المسيرات والتجمعات في الآونة الأخيرة، حصلت العديد من الاشتباكات بين الشرطة والمتظاهرين الذين اتهموا الحكومة بالتمييز ضدهم بعد بعض التصريحات المعادية للمثلية التي صدرت عن أعضاء برلمانيين من حزبي كولورادو والاتحاد الوطني للمواطنين الأخلاقيين.

## حقوق الموظفين
يسمح قانون باراغواي بإنشاء النقابات والقيام بالإضرابات والمفاوضات الجماعية ويمنع التحكيم الملزم. إلا أنه عند وضع هذه القوانين في الممارسة العملية، يسمح لأصحاب العمل بالتصرف ضد المضربين والنقابات دون أي عواقب. إضافة إلى ذلك، تعرف باراغواي باحتوائها على العبيد وخصوصاً في أوساط خدم المنازل، كما يبيع الآباء أطفالهم للسخرة وتهريب المخدرات والعديد من الجرائم الأخرى.

## حقوق السجناء
لا يرقى وضع السجناء في باراغواي إلى المعايير الدولية، حيث وُصفت الظروف في هذه السجون بأنها «مؤسفة». يوجد العديد من المشاكل في السجون ومن بينها «العنف وسوء المعاملة والاكتظاظ وعدم كفاءة الموظفين والبنية التحتية المتدهورة والظروف المعيشية غير الصحية وسوء معايير سلامة التغذية وعدم كفاءة الرعاية الصحية والنفسية».